# マーケティング・チャネル
マーケティング・チャネル（英語: Marketing channel）とはマーケティング、商学用語の一つ。メーカーが商品を消費者の手元に届けるまでに構築されている経路のことをマーケティング・チャネルと言う。これはメーカーの能力に応じて大きさや長さが変化する。単価の安い商品ならば多くの人に購入してもらう必要があるため、マーケティング・チャネルが大きく長くなり、逆に単価の高い高級品ならば購入者が少数でもよいことからマーケティング・チャネルが小さく短くなる。耐久度の低い商品の場合では素早く消費者の元に商品を届ける必要があることからマーケティング・チャネルは短くなっている。